# Mariusz Stus
Mariusz Jacek Stus (ur. w Radomiu) – polski urzędnik, konsul generalny w Belfaście (2022–2024).

## Życiorys
Mariusz Stus pochodzi z Radomia. Maturę zdał w tamtejszym VI Liceum Ogólnokształcącym. W ramach Międzywydziałowych Indywidualnych Studiów Humanistycznych uzyskał na Uniwersytecie Warszawskim dyplomy magistra psychologii oraz socjologii. W ramach stypendium rządu Japonii w latach 2004–2005 studiował na Uniwersytecie w Kobe, gdzie otrzymał tytuł magistra nauk politycznych.
W 2000 rozpoczął pracę w Ministerstwie Spraw Wewnętrznych i Administracji. W 2006 został mianowany na urzędnika służby cywilnej. Następnie etatowy pracownik Ministerstwa Spraw Zagranicznych. Pełnił służbę w Stałym Przedstawicielstwie RP przy NATO w Brukseli na stanowisku ds. zarządzania kryzysem oraz bezpieczeństwa energetycznego (2007–2009), Ambasadzie RP w Londynie, gdzie odpowiadał za sprawy polityki europejskiej (2010–2015), Ambasadzie RP w Waszyngtonie jako I radca w Wydziale Politycznym (2017–2021). Od 10 listopada 2022 do 2024 pełnił funkcję Konsula Generalnego RP w Belfaście. Bezpośrednio po tym odpowiadał za sprawy prawne, polonijne, opiekę konsularną oraz promocję w Konsulacie Generalnym RP w Sydney.
Żonaty z Joanną Stus, ma dwie córki.